# 近世
近世（きんせい、英語: early modern period）とは、歴史学における時代区分のひとつ。中世よりも後で、近代よりも前の時期を指す。

## 概説
近世を加えた4期の時代区分（古代・中世・近世・近代）は、ルネサンスを起源とする伝統的な3期の時代区分の限界の上に案出されたもの。その始まりと終わりには諸説ある。
現在では、西洋史でも東洋史でも適用されている。西洋史上の「temps moderne」（フランス語）、「Frühe Neuzeit」（ドイツ語）、或いは「early modern period」（英語）（いずれも下記参照）といった用語は、日本では「近世」と訳され、日本の「近世」が各国で紹介される際は、その逆である。これらの言葉がそれぞれの言語において指し示す対象は多少のズレがあるものの、中世と近代の間にもう一時代おくという認識は共通している。

## ヨーロッパ
西洋史上では、東ローマ帝国の滅亡及び、ルネサンス・宗教改革・大航海時代あたり（15世紀 - 16世紀前半）から、市民革命・産業革命の時代の前あたり（18世紀後半 - 19世紀初頭）までを指す。主権国家体制や絶対王政の確立などによって定義される。
- フランス（語圏）では、16世紀ごろからフランス革命までを「moderne」とし、それ以後から現在の歴史までを「contemporaine」とする。
- ドイツ（語圏）では、アメリカ独立革命やフランス革命のあたりまで、自国史では神聖ローマ帝国の崩壊（1806年）あたりまでを「初期近代 Frühe Neuzeit」と呼ぶことで、近代（Neuzeit）と分けている。
- 英語圏も、近世を「early modern」として、近代（modern）と分けている。字義的には「初期の近代」であるが、現代の歴史学では、「modern」と「early modern」は峻別される。また、「Premodern」（前近代）という時代概念が用いられる場合、普通「early modern」は中世や古代と共に「premodern」側に統括され、ここからも単なる「modern」の初期段階という認識ではないことがうかがえよう[要出典]。

## アジア

### 中国
中国の歴史では、宋朝から、明朝または清朝までとする内藤湖南（前述）・宮崎市定の京都学派と、中世から近世を経ずに近代へ繋がるとする西嶋定生ら東京学派の間で激しい論戦が行われたが、結論の出ないままに終わった（中国史時代区分論争）。
なお、何をもって「近世」とするかは、時代によって変わるため一定しない。南北朝時代、南朝宋の裴松之は、『三国志』を「近世の嘉史」と評した。裴松之にとって、三国時代はおおよそ150～250年前の出来事であった。

### 日本
日本では「近世」という語は古くから用いられていたが、これを現在の使われているような定義で、歴史学上の時代区分としたのは、後に京都帝国大学教授となった内藤湖南であり、西洋史における伝統的な「古代→中世→近代」の三時代区分論では日本の歴史をうまく捉えられないとして適用された。
近世の時代範囲は以下の3学説がある。
- ①元和元年（1615年）の豊臣氏の滅亡をもって近世の開始とする。
- ②安土桃山時代と江戸時代を合わせたものを近世とする。
- ③戦国時代と安土桃山時代と江戸時代を合わせたものを近世とする[2]。

日本の近世は、武家政権による統一支配として特徴付けられる。同じく武家による支配を特徴とする中世とは、強力な中央政権の存在によって区別される。そのため、織田政権と豊臣政権を中央政権と見なすか否かで、中世と近世の境界が若干変わることもある。
近世の始まりと終わりを巡っても、諸説ある。代表的なものを次に挙げる。
日本史では主に江戸時代を指し、およそ江戸時代の原型が成立する織田信長の上洛（1568年）から徳川慶喜の大政奉還（1867年）まで、すなわち、安土桃山時代と江戸時代をあわせて近世とする説が一般的であるが、1830年代を近代の胎動期とし、ペリーの来航（1853年）と日米和親条約の締結（1854年）にはじまる開国を近世の終わり＝近代の始まりとする説もある。
織田政権は地方の戦国大名による政治機構と変わりがないとみなし、豊臣政権からを近世とすることもある。
また、日本の各地方の別により、畿内の統一政権＝織豊政権の支配に服した年代、あるいは関ヶ原の戦い以降を当該地域の近世の始まりとすることがある。以下のその例を挙げる。近世の終わりは、幕末、戊辰戦争および明治維新の時期について諸説あり。
- 東北地方：奥州仕置（天正18年、1590年）、九戸政実の乱（天正19年、1591年） -
- 関東地方：小田原征伐（天正18年、1590年）または同年8月1日、徳川家康の入封 -
- 静岡県：上記の徳川氏の転封 -
- 大阪府：関ヶ原の戦い -
- 山口県：関ヶ原の戦い - 天保の一揆（1830年代）
- 新潟県：慶長3年（1598年）、堀秀治（豊臣系大名）の入封 -
- 九州地方：豊臣秀吉の九州平定、九州国分（天正15年、1587年） -
- 沖縄県：薩摩藩による琉球侵攻（1609年） -